# ガイウス・ポルキウス・カト
ガイウス・ポルキウス・カト（ラテン語: Gaius Porcius Cato、生没年不明）は、紀元前2世紀後期の共和政ローマの政治家・軍人。紀元前114年に執政官（コンスル）を務めた。

## 出自
カトはプレブス（平民）であるポルキウス氏族の出身である。ポルキウス氏族はラティウムの都市であるトゥスクルムの出身と考えられている。プルタルコスは、ポルキウスのノーメン（第二名、氏族名）とラテン語のporcus（豚）を結びつけている。このため、氏族の先祖は養豚に従事していたと考えられる。紀元前3世紀になって、ポルキウス氏族から高位官職者が出るようになった。
カト家で最初に執政官に就任したのは、大カトで、紀元前195年のことであった。本記事のカトは、大カトの孫にあたる。大カトは二度結婚しているが、パトリキ（貴族）であるリキニウス氏族出身の妻との間に生まれたのが、父マルクス・ポルキウス・カト・リキニウスである。カト・リキニウスはプラエトル（法務官）に選出されたものの、就任前に死去した。母はルキウス・アエミリウス・パウッルス・マケドニクスの娘で、ガイウスは末子である。
兄のマルクス・ポルキウス・カトは紀元前118年に執政官を務めた。

## 経歴
若いころのカトは、ティベリウス・センプロニウス・グラックス（グラックス兄）の支持者であった。グラックスが護民官を務めた紀元前133年頃、カトは造幣官に就任しとして政治の道を歩み始めた。ウィッリウスの規定から逆算して、遅くとも紀元前117年にはプラエトル（法務官）に就任したはずである。
紀元前114年、同じくプレブスのマニウス・アキリウス・バルブスと共に、執政官に就任した。カトはマケドニア属州を担当し、トラキアのスコルディスキ族と戦うこととなった。フロールスによれば、「ローマ軍は蹴散らされ、敗走しただけでなく、完全に殲滅された」。アンミアヌス・マルケリヌスはカトも戦死したとしているが、これは間違いである。戦利品からの利益が期待できなくなったカトは、新たな税を導入したが、ローマに戻ると収賄罪で有罪判決を受けた。
その後ユグルタ戦争が勃発すると、カトはレガトゥス（軍団副官）としてアフリカに出征した。ヌミディア王ユグルタは多くのローマ人に賄賂を送っていたが、紀元前109年にこの件で裁判が行われ、カトもその対象となった。カトはヒスパニア・キテリオルのタラッコに自発的に亡命することを選び、タラッコの市民権を得た。どうやら彼はそこで死去したようである。
キケロは『ブルトゥス』で、ローマの弁論家としてカトに言及しているが「弁論家としては凡庸」と評している。

## 子孫
紀元前56年の護民官ガイウス・ポルキウス・カトは、孫と思われる。

## 参考資料

### 古代の資料
- アンミアヌス・マルケリヌス『歴史』
- ルキウス・アンネウス・フロールス『ローマ史概要』
- ウェッレイウス・パテルクルス『ローマ世界の歴史』
- プルタルコス『対比列伝』
- マルクス・トゥッリウス・キケロ『ブルトゥス』
- マルクス・トゥッリウス・キケロ『友情について』
- マルクス・トゥッリウス・キケロ『バルブス弁護』

### 研究書
- Broughton R. Magistrates of the Roman Republic. - New York, 1951. - Vol. I. - P. 600.
- Münzer F. Porcius // Paulys Realencyclopädie der classischen Altertumswissenschaft . - 1953. - Bd. XXII, 1. - Kol. 102-104.
- Münzer F. Porcius 5 // Paulys Realencyclopädie der classischen Altertumswissenschaft . - 1953. - Bd. XXII, 1. - Kol. 105.
- Münzer F. Porcius 10 // Paulys Realencyclopädie der classischen Altertumswissenschaft . - 1953. - Bd. XXII, 1. - Kol. 165.